# Oberhofer
Oberhofer es una banda formada en 2008 por Brad Oberhofer en Brooklyn, Nueva York. Los miembros actuales son Brad Oberhofer en sintetizadores, guitarra y voz, Zoe Brecher en batería, Dylan Treleven en bajo y Ben Roth en guitarra.
En julio de 2011, Brad Oberhofer firmó con Glassnote Records, que lanzó el álbum debut de Oberhofer "Time Capsules II" el 27 de marzo de 2012, un EP titulado "NOTALGIA" (2013) y su segundo álbum, "Chronovision" (2016).
El sonido de Oberhofer se describe en gran medida como Surf Pop Revival, uniéndose a las filas de bandas como Best Coast, Allah-Las, Bleached, Surfer Blood, Cayucas, Howler y Dum Dum Girls, pero también es conocido por sus cualidades cinematográficas y orquestales.

## Historia
Oberhofer comenzó en 2008 como el proyecto de grabación de Brad Oberhofer. Después de mudarse de Tacoma, Washington a la ciudad de Nueva York, Oberhofer asistió a la Universidad de Nueva York para estudiar composición musical. Después de usar varios nombres diferentes, el joven cantante adoptó su propio nombre como título del proyecto. Aunque la banda ha pasado por varias formaciones de alineación, el nombre sigue siendo el mismo porque Oberhofer escribe toda la música él mismo.
En 2010, Oberhofer lanzó su primer sencillo titulado "o0Oo0O0o" y pronto se le pidió que saliera de gira con bandas como Sleigh Bells, Neon Indian y Matt & Kim. Después de salir a la carretera durante un año, Oberhofer lanzó "Away Frm U" (sic) y "I Could Go" en 2011. Los dos sencillos llamaron la atención del sello independiente White Iris Records, que lanzó el siguiente sencillo de la banda, "Gotta Go / Mahwun", en el verano de 2011. Poco después, Oberhofer firmó con Glassnote Records para lanzar su álbum debut. Stereogum clasificó a la banda como el álbum número 39 más esperado de 2012. 
Brad comenzó a trabajar en "Time Capsules II" en el estudio con el productor ganador del premio Grammy Steve Lillywhite en noviembre de 2011, grabando las voces y la mayoría de las pistas instrumentales él mismo, y atrayendo a compañeros de banda y otros instrumentistas para completar ciertas pistas. Glassnote lanzó Time Capsules II en los Estados Unidos el 27 de marzo de 2012. Anticipándose al lanzamiento, la banda tocó "Away Frm U" en el Late Show with David Letterman.
Oberhofer actuó ampliamente en clubes y en el circuito de festivales en apoyo de Time Capsules II. Actuaciones notables recientes incluyen en la Carpa Mojave en la edición 2012 del Festival de Música y Artes de Coachella Valley y el escenario Budweiser en Lollapalooza en Chicago el 5 de agosto de 2012. Actuaron en el Festival de Música de Austin City Limits el 13 de octubre de 2013.
Su canción "I Could Go" se incluyó como banda sonora de la película de ciclismo gratuito "Where The Trail Ends" patrocinada por marcas como Specialized Bicycle Components, Red Bull y otras. Muchas de sus otras canciones han sido licenciadas para programas de televisión, anuncios y series en línea, como Catfish: The TV Show, Skins, LUV, T-Mobile, SoBe, BoJack Horseman, Kevin from Work, Underemployed, Teen Wolf, Table 19.
Su canción "Gold" también se incluyó como banda sonora del juego de simulación de fútbol de Konami, Pro Evolution Soccer 2013. En 2016, su canción "Sea of Dreams" de Chronovision apareció como la canción de los créditos finales del cuarto episodio de la temporada 3 de la serie animada de televisión de Netflix, BoJack Horseman, " A Fish Out of Water ".

## Discografía

### Álbumes
- Time Capsules II (Glassnote Records, 2012)
- Chronovision (Glassnote Records, 2015)
- Table 19: Oberhofer's Ultimate Wedding Mixtape (Glassnote Records, 2017)

### EP
- Notalgia EP (Glassnote Records, 2013)
- o000o000o EP (Glassnote Records, 2009)

### Sencillos
| Sencillo                                | Video | Año  |
| --------------------------------------- | ----- | ---- |
| o0Oo0Oo0                                | No    | 2010 |
| Away Frm U                              | Sí    | 2011 |
| I Could Go                              | No    | 2011 |
| Gotta Go/Mahwun                         | No    | 2011 |
| Dead Girls Dance                        | No    | 2009 |
| Haus                                    | No    | 2012 |
| Cruisin' FDR                            | Sí    | 2012 |
| Earplugs                                | No    | 2013 |
| You + Me (Still Together In The Future) | No    | 2013 |
| Together/Never                          | Sí    | 2013 |
| Memory Remains                          | Sí    | 2015 |
| White Horse, Black River                | No    | 2015 |
| Sun Halo                                | No    | 2015 |
| Dreamt I Was Gonna Be Your Man          | Sí    | 2018 |